# Сидоренко, Александр Алексеевич
Алекса́ндр Алексе́евич Сидоре́нко (укр. Олександр Олексійович Сидоренко; 1907, село Основа, Харьковская губерния — ?) — украинский советский архитектор.

## Биография
В 1930 году окончил Харьковский художественный институт.
В 1943—1948 годах отстроил города Тернополь, Краснодон, Николаев.
Архитектор памятников В. И. Ленину в Днепропетровске и в Харькове, Памятник «Клятва» в Краснодоне и других.
Автор научных работ по строительству.